# Fatiha Bousoufiane
Fatiha Bousoufiane est une nageuse algérienne.

## Carrière
Aux Jeux africains de 1978 à Alger, Fatiha Bousoufiane est médaillée d'argent du 200 mètres brasse.